# Аво (Ардени)
Аво (фр. Avaux) насеље је и општина у североисточној Француској у региону Шампања-Ардени, у департману Ардени која припада префектури Ретел.
По подацима из 2011. године у општини је живело 461 становника, а густина насељености је износила 34,95 становника/km². Општина се простире на површини од 13,19 km². Налази се на средњој надморској висини од 60 метара.

## Демографија
| 1962. | 1968. | 1975. | 1982. | 1990. | 1999. | 2011. |
| ----- | ----- | ----- | ----- | ----- | ----- | ----- |
| 299   | 327   | 317   | 293   | 404   | 454   | 461   |

График промене броја становника у току последњих година